# Виа Марис
Виа Марис (на латински: Via Maris; „Приморски път“) е най-важният път през древността, който свързвал могъщите древни сили, първо Египет с Месопотамия, след това и с Гърция и Рим.
Пътят започвал от Делтата на Нил, минавал по долината на израелското крайбрежие, пресичал планината Кармел през Ирон, минавал през Израелската долина (Jesre) и Голанските възвишения и стигал до Дамаск.
В Библията „Приморският път“ се споменава в Стария завет () и в Новия завет ().
Важни станции по пътя са били Газа, Ашкелон, Ашдод. Близо до пътя се намирал и Капернаум, където е живял и проповядвал Исус Христос.
Името си „Виа Марис“ получава по време на римското владетелство.